# Bostrychia hagedash
L'ibis hadada (Bostrychia hagedash Latham, 1790) è un ibis diffuso nell'Africa sub-sahariana.

## Tassonomia
Se ne riconoscono tre sottospecie:
- B. h. nilotica (Neumann, 1909) - da Sudan ed Etiopia fino alla Repubblica Democratica del Congo nord-orientale, all'Uganda e alla Tanzania nord-occidentale;
- B. h. brevirostris (Reichenow, 1907) - dal Senegal al Kenya e, a sud, allo Zambia e al Mozambico settentrionale;
- B. h. hagedash (Latham, 1790) - Africa australe.

## Descrizione

### Aspetto

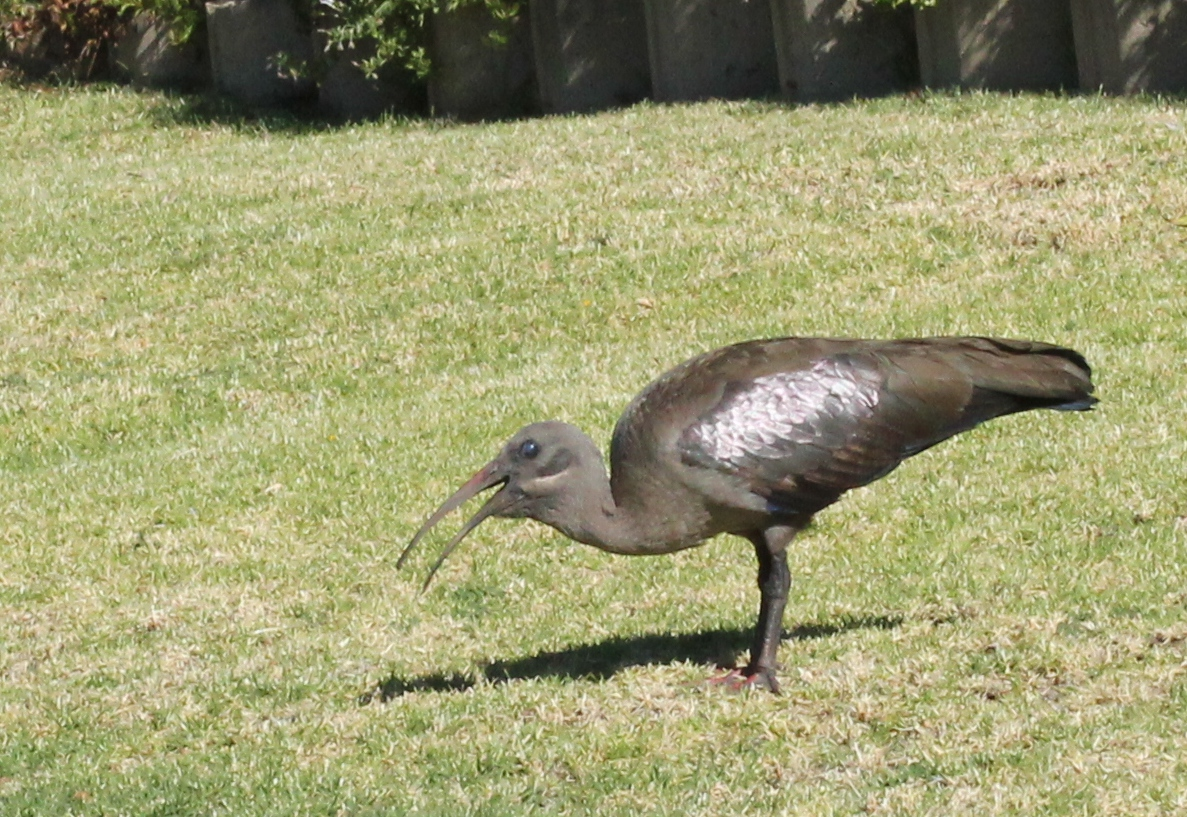
Esemplare in cerca di cibo su un prato. La membrana nittitante si chiude quando l'animale ingerisce un grosso insetto o una chiocciola.

L'hadada è una specie di ibis di grandi dimensioni (circa 76 cm di lunghezza), dal piumaggio grigio e marrone. Presenta una sottile striscia bianca, grossomodo orizzontale, sulle guance. Questa viene talvolta indicata come «baffo», anche se non raggiunge gli angoli della bocca. Il piumaggio sulle ali ha dei riflessi iridescenti viola. L'animale ha zampe nerastre e un grosso becco grigio-nero con una striscia rossa sulla mandibola superiore. La superficie superiore delle dita è di un rosso simile. Le ali sono possenti e larghe, e permettono rapidi decolli e una buona manovrabilità attraverso una fitta copertura arborea.

### Richiamo
L'animale emette un forte e caratteristico richiamo che risuona come un haa-haa-haa-de-dah - da cui il nome. Esso viene spesso udito mentre gli uccelli sono in volo o vengono colti di sorpresa, o mentre comunicano tra loro, ad esempio la mattina presto nei sobborghi residenziali. Quando è appollaiato produce un singolo e forte haaaa. Quando è in cerca di cibo, il suo richiamo di contatto è costituito da un basso grugnito simile a quello emesso da un cagnolino.

## Distribuzione e habitat
L'ibis hadada è diffuso in tutta l'Africa sub-sahariana, in praterie aperte, savane e zone umide, ma anche nei parchi urbani, nei giardini delle scuole, nei corridoi verdi e nei grandi giardini. La specie è presente in Sudan, Burundi, Etiopia, Senegal, Uganda, Tanzania, Gabon, Repubblica Democratica del Congo, Camerun, Gambia, Kenya, Somalia, Botswana, Mozambico, Zimbabwe e Sudafrica.

## Biologia

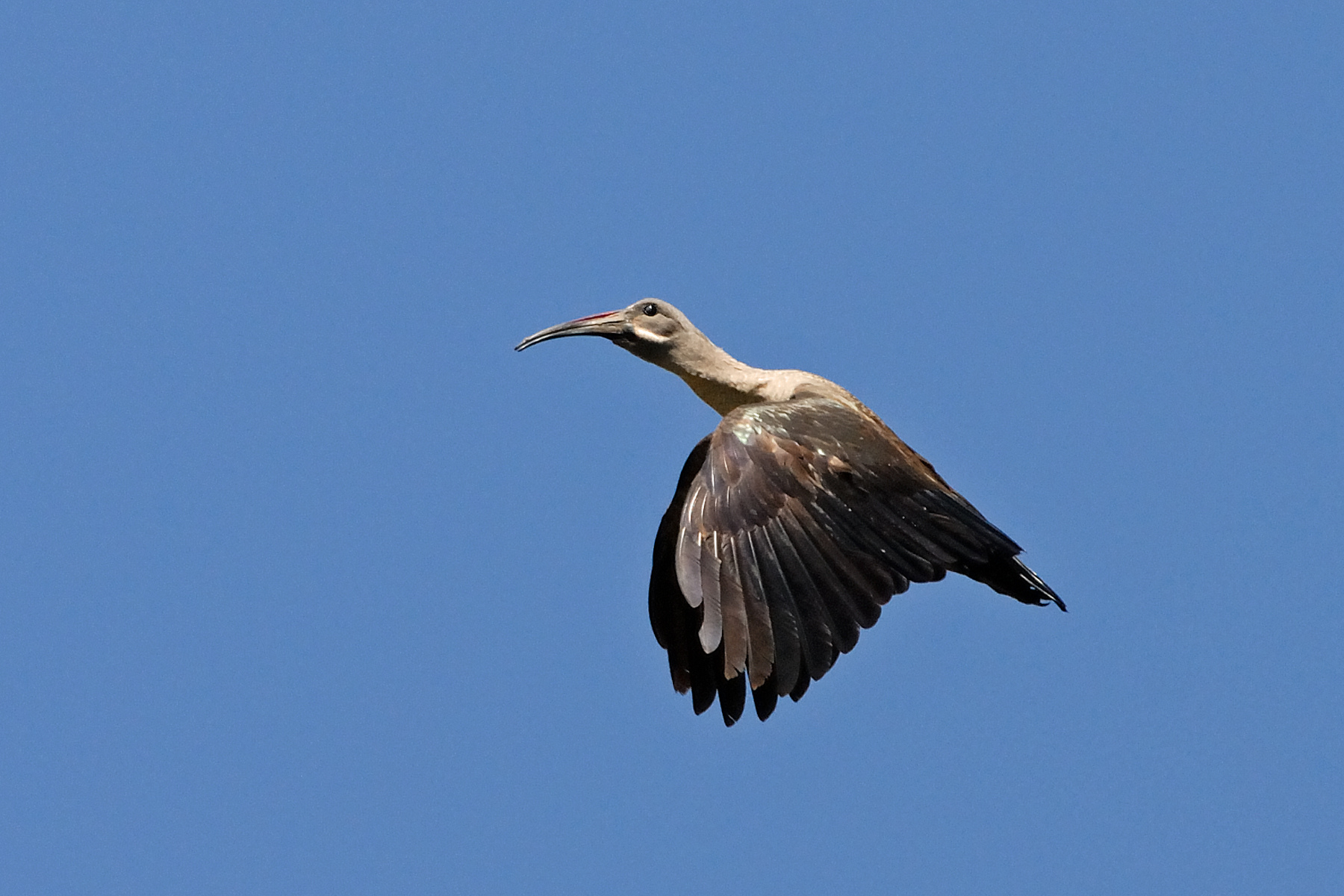
Esemplare in volo in Sudafrica.

Si nutre soprattutto di lombrichi, utilizzando il lungo becco a scimitarra per sondare nel suolo morbido. Mangia anche grossi insetti, come il cosiddetto «gamberetto di Parktown» (Libanasidus vittatus), che, nonostante il nome, è un grosso ortottero incapace di volare, nonché ragni e piccole lucertole. Ama molto anche le chiocciole e va in cerca di cibo nelle aiuole delle case residenziali. Sono particolarmente benvoluti sui campi da bocce o da golf, in quanto estraggono assiduamente le larve dei lepidotteri e dei coleotteri che si nutrono delle radici dell'erba. Non è chiaro come riescano a individuarle, ma è probabile che riescano a udirle mentre masticano e scavano.

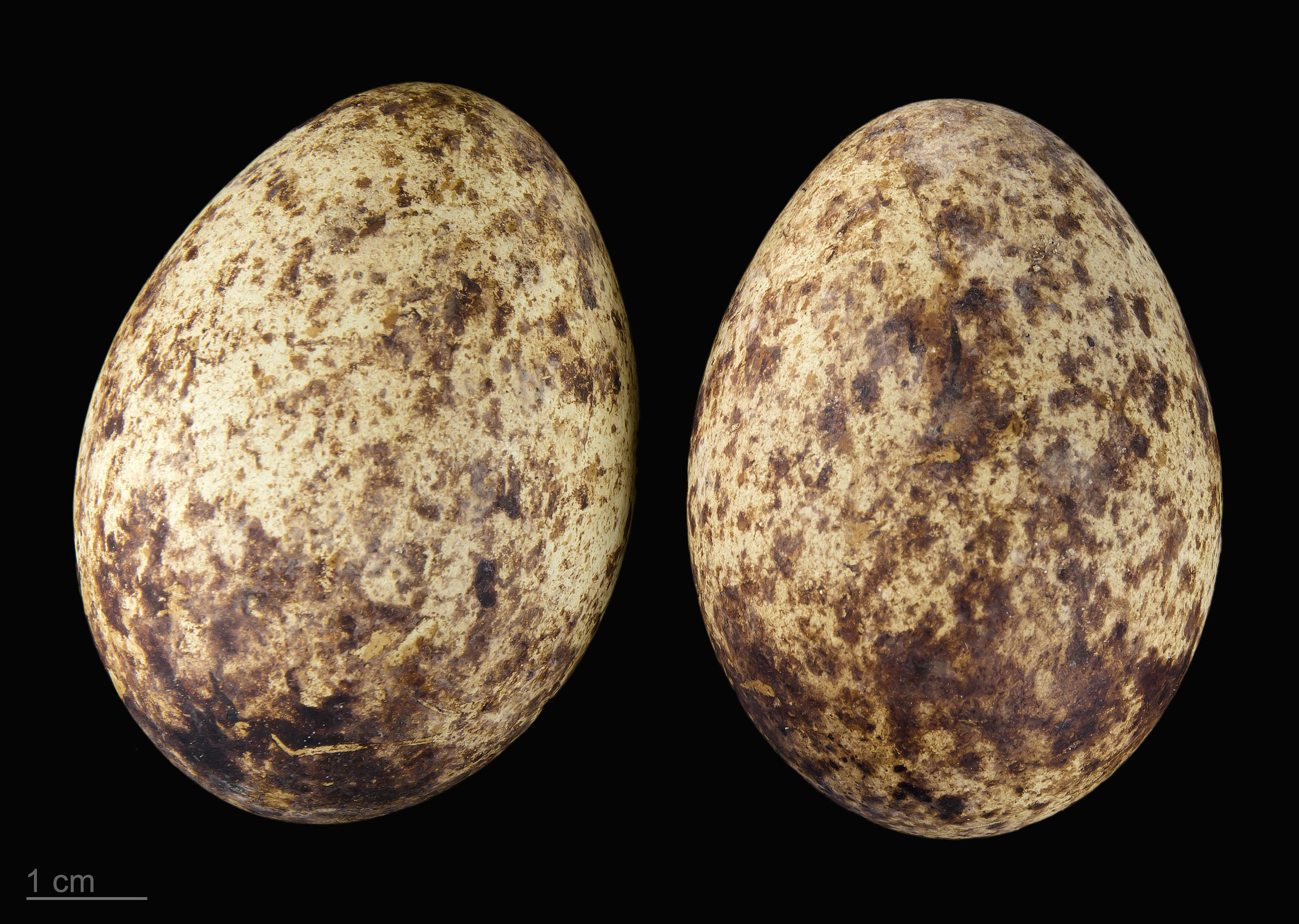
Bostrychia hagedash

## Conservazione
Largamente diffuso e comune in tutto il suo vasto areale, l'ibis hadada è considerato specie a rischio minimo sulla Lista Rossa IUCN delle specie minacciate.

## Note

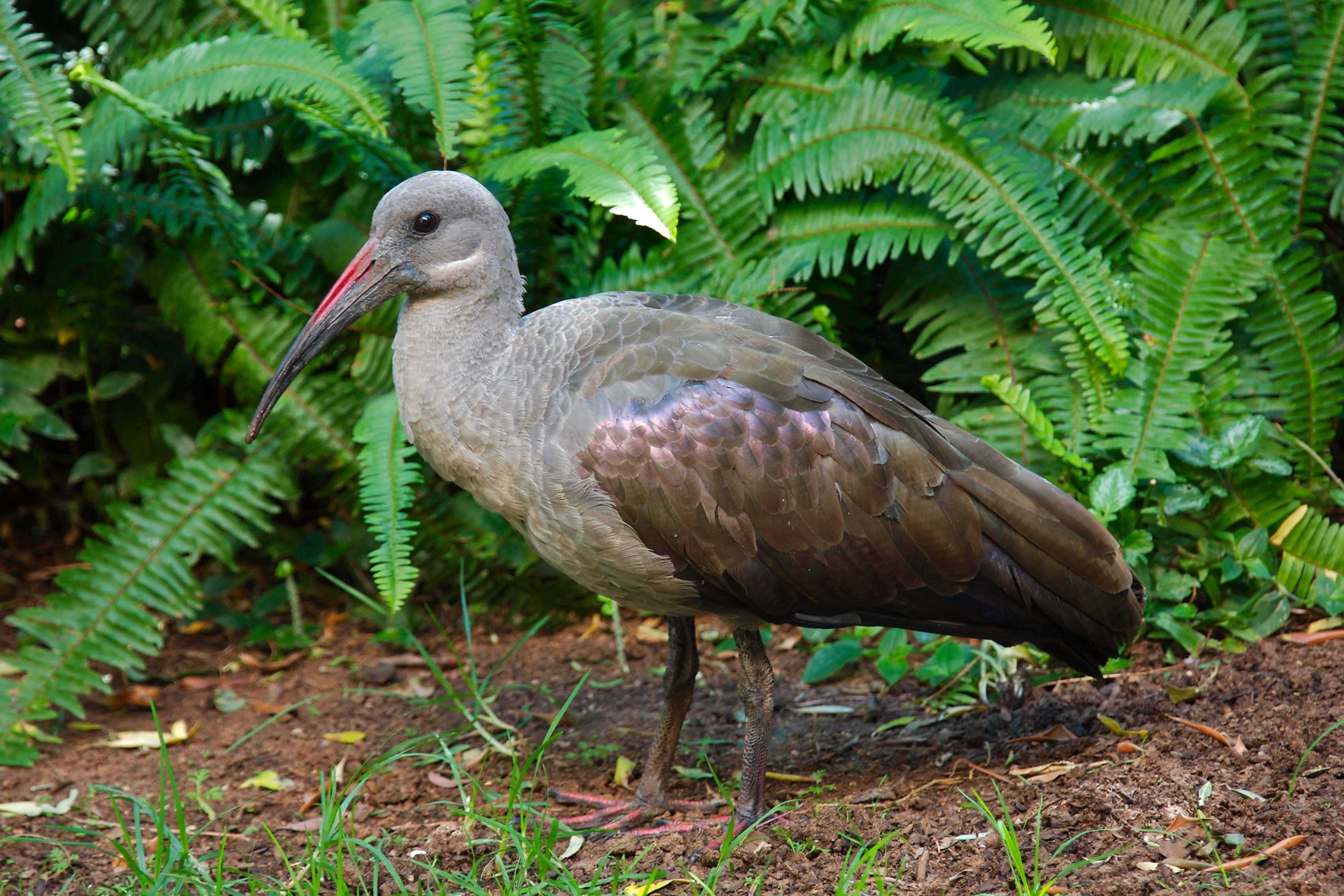
Esemplare in un giardino suburbano di Johannesburg, Sudafrica.